# Simpsonville (South Carolina)
Simpsonville ist eine  Stadt (city) im Greenville County des US-Bundesstaates South Carolina. Sie ist Teil der Greenville-Mauldin-Easley Metropolitan Statistical Area. Das U.S. Census Bureau hat bei der Volkszählung 2020 eine Einwohnerzahl von 23.354 ermittelt.  

## Demografie
Nach einer Schätzung von 2019 leben in Simpsonville 23.403 Menschen. Die Bevölkerung teilte sich im selben Jahr auf in 72,0 % Weiße, 21,8 % Afroamerikaner, 0,1 % amerikanische Ureinwohner, 1,4 % Asiaten und 1,4 % mit zwei oder mehr Ethnizitäten. Hispanics oder Latinos aller Ethnien machten 9,8 % der Bevölkerung aus. Das mittlere Haushaltseinkommen lag bei 71.990 US-Dollar und die Armutsquote bei 5,4 %.
| Jahr | Einwohner¹ |
| ---- | ---------- |
| 1950 | 1.529      |
| 1960 | 2.282      |
| 1970 | 3.308      |
| 1980 | 9.037      |
| 1990 | 11.708     |
| 2000 | 14.352     |
| 2010 | 18.238     |
| 2020 | 23.354     |

¹ 1950 – 2020: Volkszählungsergebnisse